# هیو مک‌لناهان
هیو مک‌لناهان (انگلیسی: Hugh McLenahan؛ ۲۳ مارس ۱۹۰۹ – مه ۱۹۸۸ (aged ۷۹)) یک بازیکن فوتبال بود. 
از باشگاه‌هایی که در آن بازی کرده‌است می‌توان به باشگاه فوتبال منچستر یونایتد، باشگاه فوتبال بلکپول، باشگاه فوتبال استوک‌پورت کانتی، و باشگاه فوتبال نوتس کانتی اشاره کرد.